# Csungány
Csungány románul: Ciungani, falu Romániában, Erdélyben, Hunyad megyében.

## Fekvése
Brádtól északnyugatra fekvő település.

## Története
Csungány egykor Zaránd vármegyéhez tartozott. Nevét 1760–1762 között említette először oklevél Csungány néven.
A trianoni békeszerződés előtt Hunyad vármegye Körösbányai járásához tartozott.
1910-ben 934 lakosából 916 román, 4 magyar volt. Ebből 929 görögkeleti ortodox volt.

## Nevezetességek
- 1600 körül épült ortodox fatemploma a romániai műemlékek jegyzékében a HD-II-m-A-03297 sorszámon szerepel.
- Anghelina Miclea illetve Rozalia Mateş 1800 körül épült faházai (HD-II-m-A-03294, HD-II-a-A-03296)
- A 20. század elején épült házak a 20–38. házszámon (HD-II-a-B-03295).

## Képek

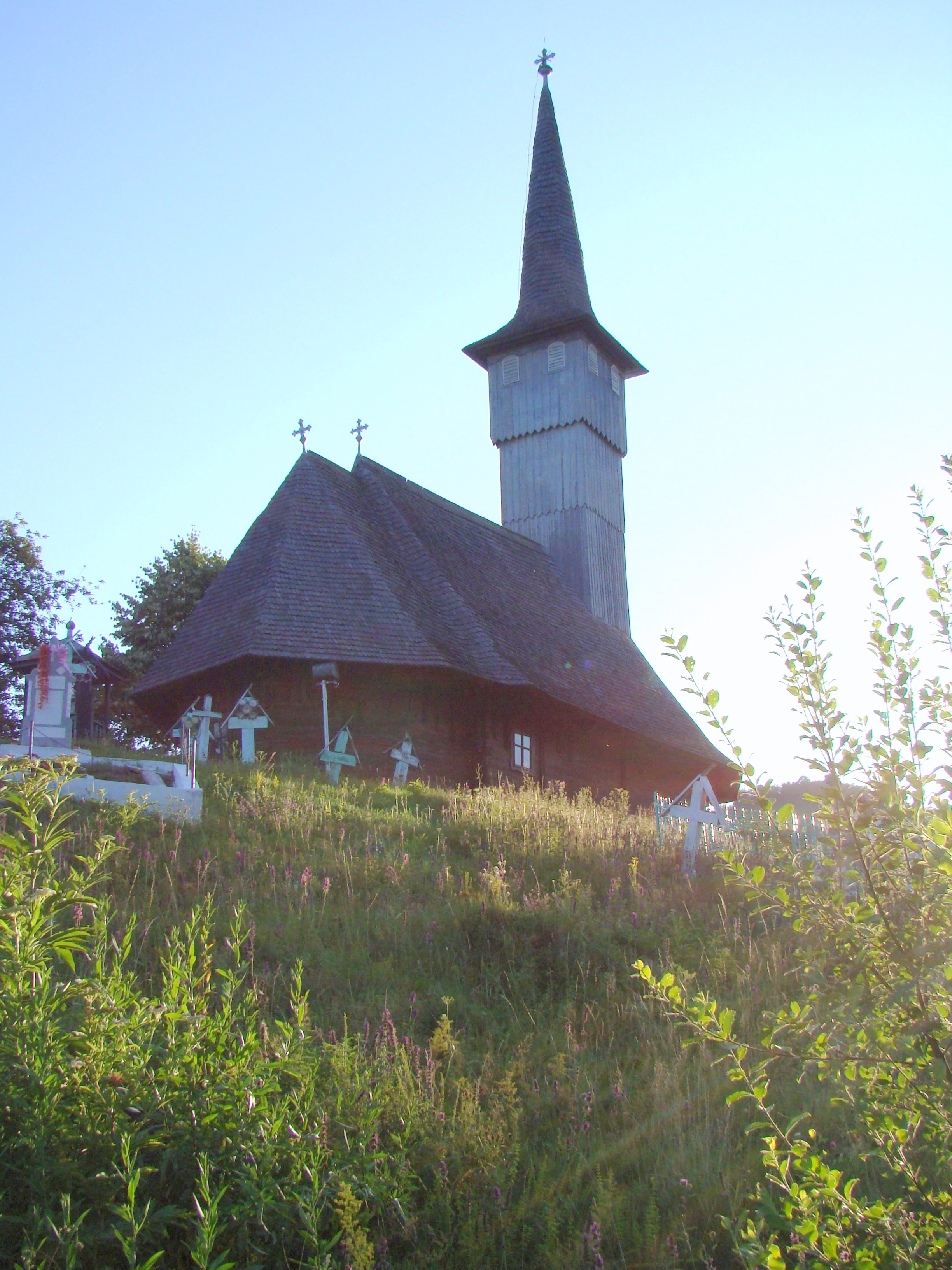
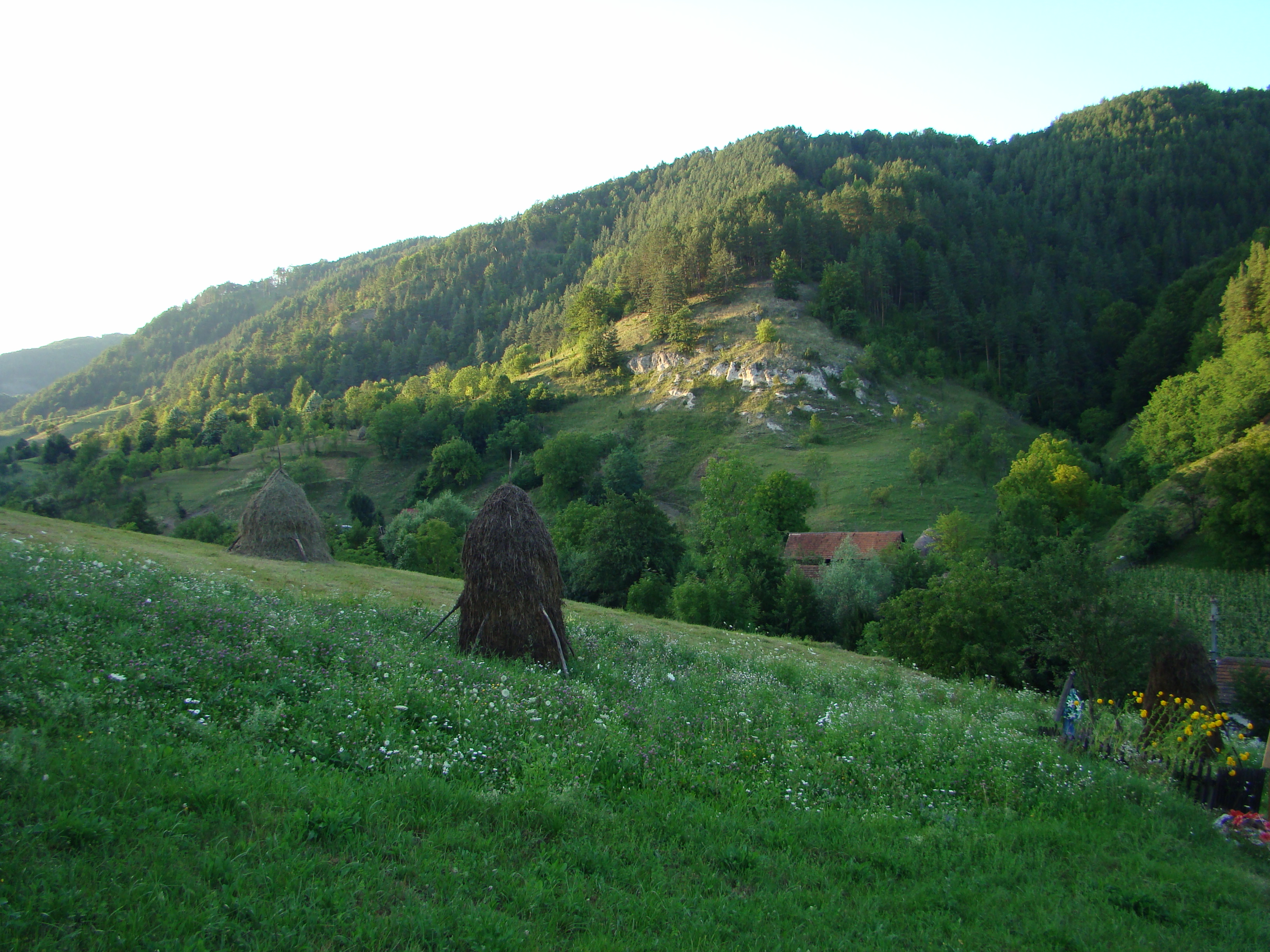